# امکور تکنولوژی
امکور تکنولوژی (انگلیسی: Amkor Technology) شرکت الکترونیک آمریکایی است، که در سال ۱۹۶۸ تأسیس شد.